# Proterozoikum
| Äon                                      | Ära                                                 | Periode    | ≈ Alter (mya) |
| später                                   | später                                              | später     | jünger        |
| ---------------------------------------- | --------------------------------------------------- | ---------- | ------------- |
| P r o t e r o z o i k u m Dauer: 1959 Ma | Neoproterozoikum Jungproterozoikum Dauer: 459 Ma    | Ediacarium | 541 ⬍ 635     |
| P r o t e r o z o i k u m Dauer: 1959 Ma | Neoproterozoikum Jungproterozoikum Dauer: 459 Ma    | Cryogenium | 635 ⬍ 720     |
| P r o t e r o z o i k u m Dauer: 1959 Ma | Neoproterozoikum Jungproterozoikum Dauer: 459 Ma    | Tonium     | 720 ⬍ 1000    |
| P r o t e r o z o i k u m Dauer: 1959 Ma | Mesoproterozoikum Mittelproterozoikum Dauer: 600 Ma | Stenium    | 1000 ⬍ 1200   |
| P r o t e r o z o i k u m Dauer: 1959 Ma | Mesoproterozoikum Mittelproterozoikum Dauer: 600 Ma | Ectasium   | 1200 ⬍ 1400   |
| P r o t e r o z o i k u m Dauer: 1959 Ma | Mesoproterozoikum Mittelproterozoikum Dauer: 600 Ma | Calymmium  | 1400 ⬍ 1600   |
| P r o t e r o z o i k u m Dauer: 1959 Ma | Paläoproterozoikum Altproterozoikum Dauer: 900 Ma   | Statherium | 1600 ⬍ 1800   |
| P r o t e r o z o i k u m Dauer: 1959 Ma | Paläoproterozoikum Altproterozoikum Dauer: 900 Ma   | Orosirium  | 1800 ⬍ 2050   |
| P r o t e r o z o i k u m Dauer: 1959 Ma | Paläoproterozoikum Altproterozoikum Dauer: 900 Ma   | Rhyacium   | 2050 ⬍ 2300   |
| P r o t e r o z o i k u m Dauer: 1959 Ma | Paläoproterozoikum Altproterozoikum Dauer: 900 Ma   | Siderium   | 2300 ⬍ 2500   |
| früher                                   | früher                                              | früher     | älter         |

Das Proterozoikum (latinisiertes abgeleitetes Kompositum aus den griechischen Wörtern πρότερος próteros, deutsch ‚vorherig‘, ‚früh‘ und ζῶον zôon, deutsch ‚Lebewesen‘), früher auch Algonkium oder Eozoikum genannt, ist ein Äon der Geologischen Zeitskala. Es ist das jüngste Äon des Präkambriums und reicht vom Ende des Archaikums von vor etwa 2500 Millionen Jahren bis zum Beginn des Phanerozoikums vor ungefähr 541 Millionen Jahren.

## Geschichte und Namensgebung
Der Begriff Proterozoikum wurde erstmals 1887 in seiner englischen Form als Proterozoic von Samuel Franklin Emmons auf dem 5. internationalen Geologenkongress vorgeschlagen. Er bezeichnete damit die zeitliche Stellung klastischer Formationen die zwischen dem Archaikum und dem Kambrium liegen. Der Name sollte andeuten, dass die in diesen Formationen nachgewiesene Lebenswelt früher auftritt als die des Paläozoikums ohne sich darauf festlegen zu müssen, dass dies die ersten Lebensspuren überhaupt seien.

## Atmosphäre
Kennzeichen des Proterozoikums ist das Vorhandensein einer sauerstoffhaltigen Atmosphäre. Schon gegen Ende des Archaikums, vor 2500 mya, begann der Sauerstoffgehalt in der Erdatmosphäre zu steigen. Obwohl die Produktion von Sauerstoff durch photosynthetisierende Lebewesen schon rund eine Milliarde Jahre zuvor begonnen hatte, wurde erst ab diesem Zeitpunkt Sauerstoff in die Atmosphäre abgegeben. Zuvor wurde dieser Prozess durch die Sauerstoffaufnahme bei der Oxidation der im Meerwasser gelösten anorganischen Stoffe, insbesondere Eisen-Ionen und Ionen anderer Schwermetalle, zum Teil wieder kompensiert, so dass zunächst einmal die im reduzierten Zustand vorliegenden Metall-Ionen zu Metalloxiden oxidiert wurden und erst danach freier Sauerstoff in die Atmosphäre gelangen konnte (vgl. Große Sauerstoffkatastrophe), wo er auch zu Bildung von Ozon beitrug, das in der Lage war, das für Lebewesen schädliche UV-Licht zu filtern und damit erst diese Sauerstofffreisetzung die breite Entfaltung tierischen Lebens ermöglichte.
Auch das Klima war zeitweise bedeutend anders als heute, es gibt Hinweise auf globale Vereisungen (Schneeball Erde, Snowball Earth).

## Entwicklung des Lebens

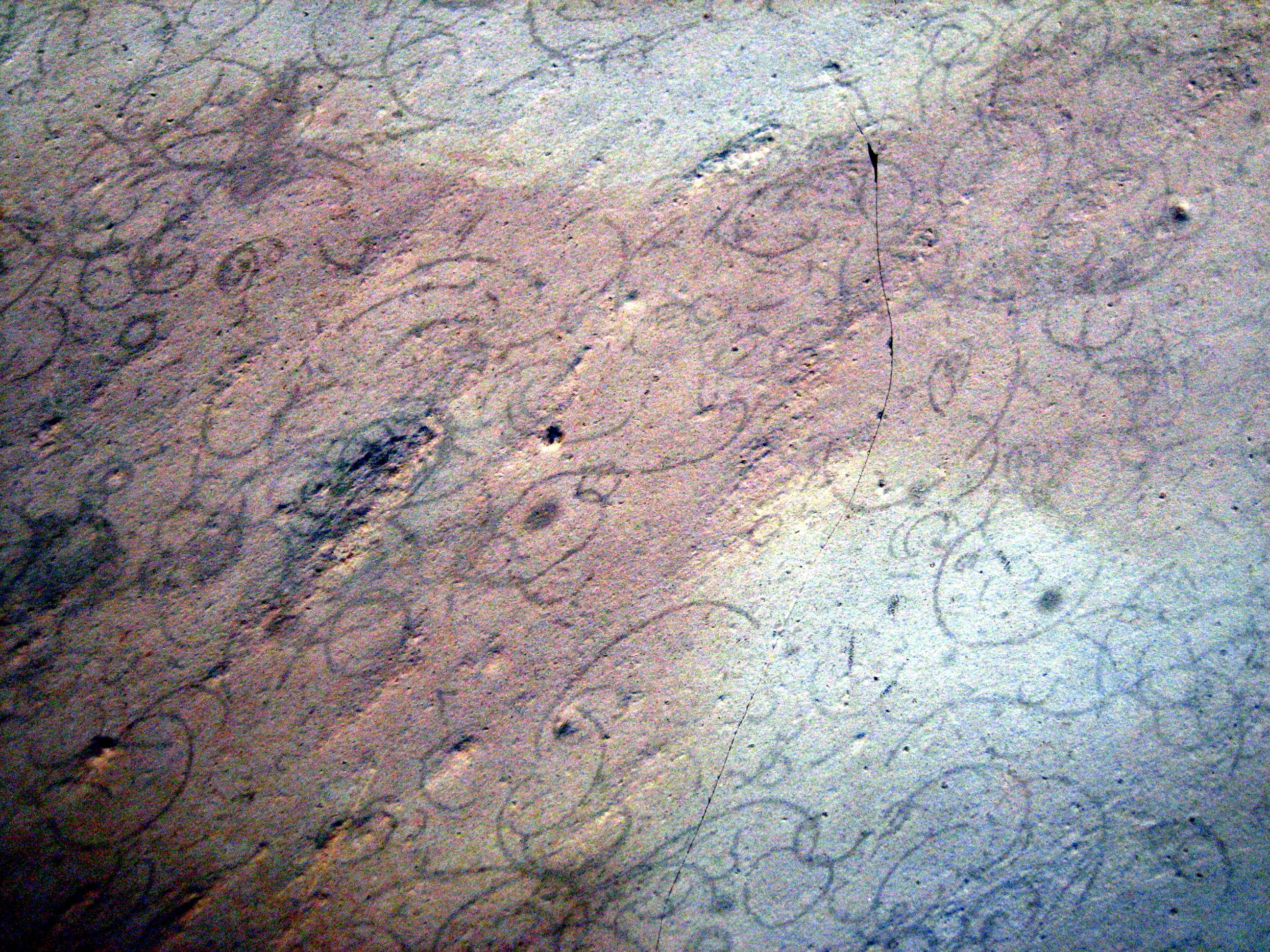
Unter dem Namen Grypania spiralis beschriebene Fossilien (Länge zwischen 1 und 3 cm) aus dem Paläo- und Mesoproterozoikum werden unter anderem als Überreste mehrzelliger Eukaryonten („Algen“ im weiteren Sinne) interpretiert. Die ältesten, rund 2,1 Mrd. Jahre alten Vorkommen in der Negaunee-Iron-Formation von Michigan (USA), zu denen die Exemplare in der Abbildung gehören, wären somit die ältesten bekannten Makrofossilien.

Der Name Proterozoikum zeigt an, dass es sich um die Zeit des beginnenden tierischen Lebens handelt. Fossile Reste von Lebewesen, die allerdings den heute bekannten Tierstämmen schwer zuzuordnen sind, wurden gefunden. Da diese ersten tierischen Formen kaum Skelette oder harte Schalen besaßen, sind viele morphologische Strukturen nicht erhalten geblieben, ihre Formen sind schwer zu rekonstruieren. Dazu kommt, dass die fossilführenden Schichten im Laufe der Zeit geologischen Veränderungen ausgesetzt waren. Eigentümliche Lebensgemeinschaften, wie sie in den Fossilien der bekannten Ediacara-Fauna erhalten sind, bildeten sich in den flachen, warmen Meeren in Küstennähe heraus. Mit Abschluss des Proterozoikums an der Wende zum Kambrium scheinen die meisten Stämme des Tierreichs als Ausgang für die folgende kambrische Explosion bereits vorhanden gewesen zu sein.

## Untergliederung des Proterozoikums
Es wird in folgende Äratheme und Systeme unterteilt:
- Äon: Proterozoikum (2500–541 mya)

- Ära: Neoproterozoikum (1000–541 mya)
  - System: Ediacarium (635–541 mya)
  - System: Cryogenium (720–635 mya)
  - System: Tonium (1000–720 mya)

- Ära: Mesoproterozoikum (1600–1000 mya)
  - System: Stenium (1200–1000 mya)
  - System: Ectasium (1400–1200 mya)
  - System: Calymmium (1600–1400 mya)

- Ära: Paläoproterozoikum (2500–1600 mya)
  - System: Statherium (1800–1600 mya)
  - System: Orosirium (2050–1800 mya)
  - System: Rhyacium (2300–2050 mya)
  - System: Siderium (2500–2300 mya)